# Фёдоров, Аркадий Андреевич
Фёдоров Аркадий Андреевич — российский архитектор и инженер.

## Биография
Окончил Институт гражданских инженеров в Санкт-Петербурге (1902). Работал инженером путей сообщения на железной дороге в Челябинске.
В 1909 г. автор проекта городского водопровода Челябинска.
С 1909 по 1914 — городской архитектор Челябинска.
С 1914 — городской архитектор Екатеринбурга.

## Известные здания

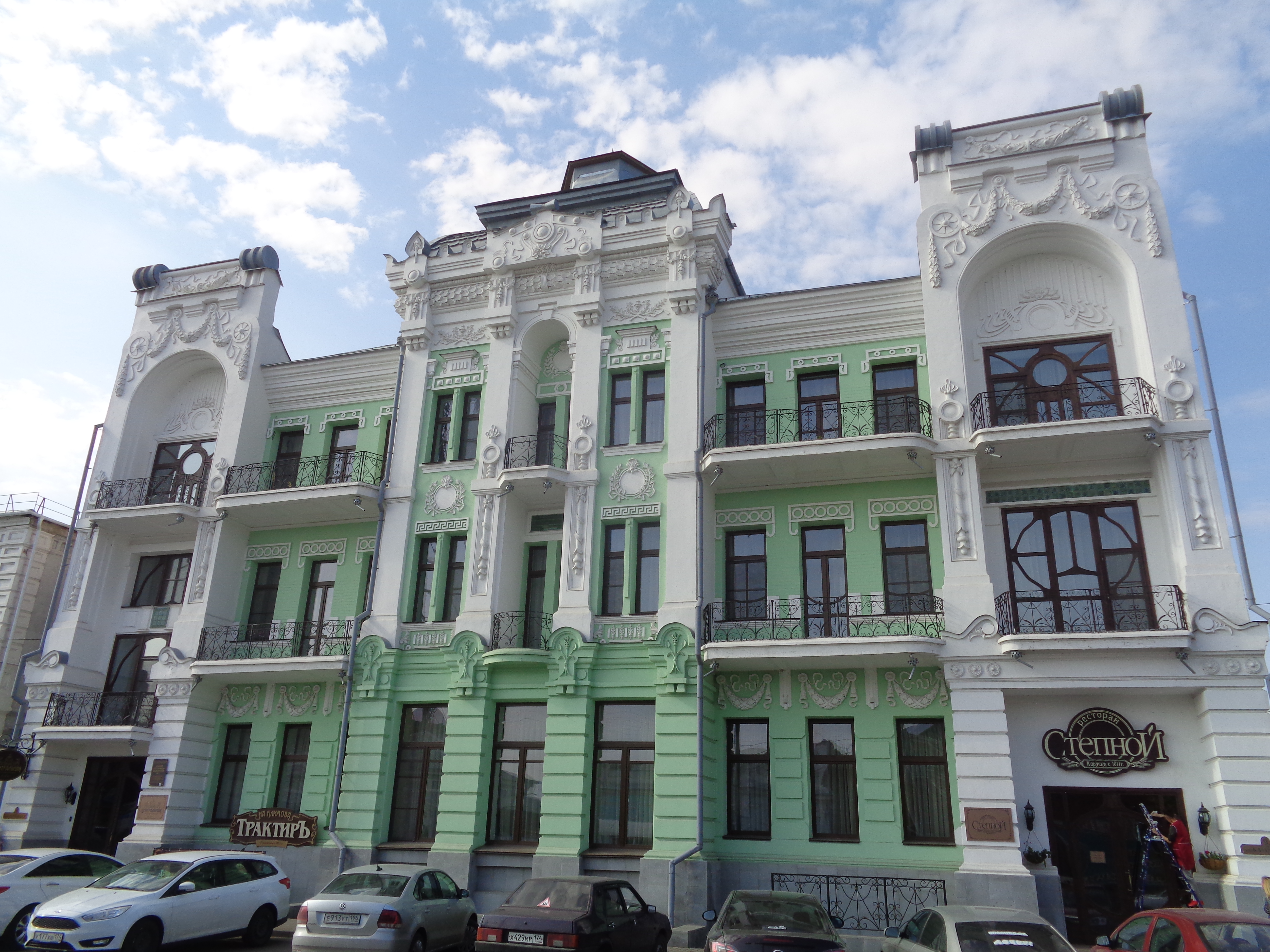
Гостиница Башкирова, Троицк
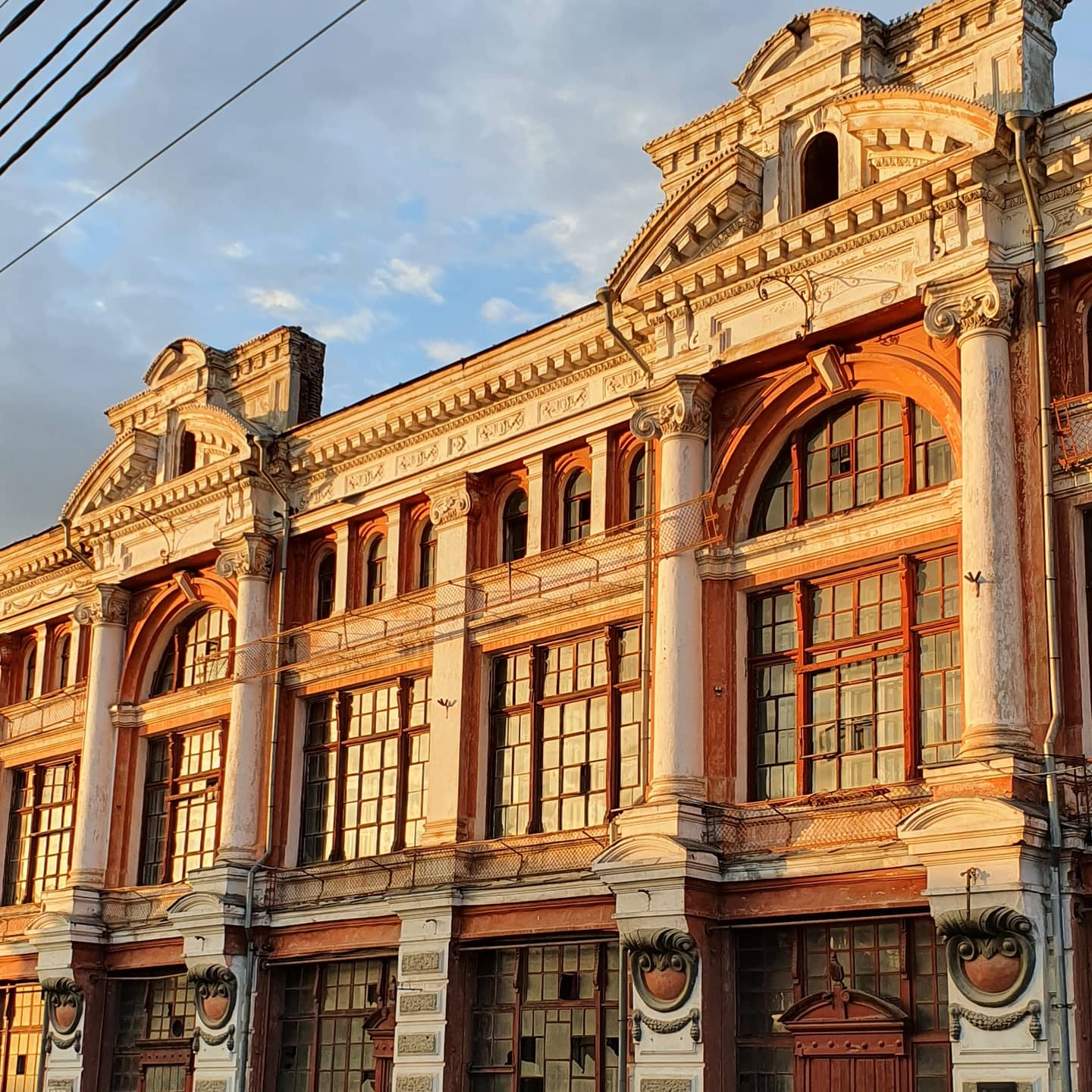
Пассаж братьев Яушевых, Троицк
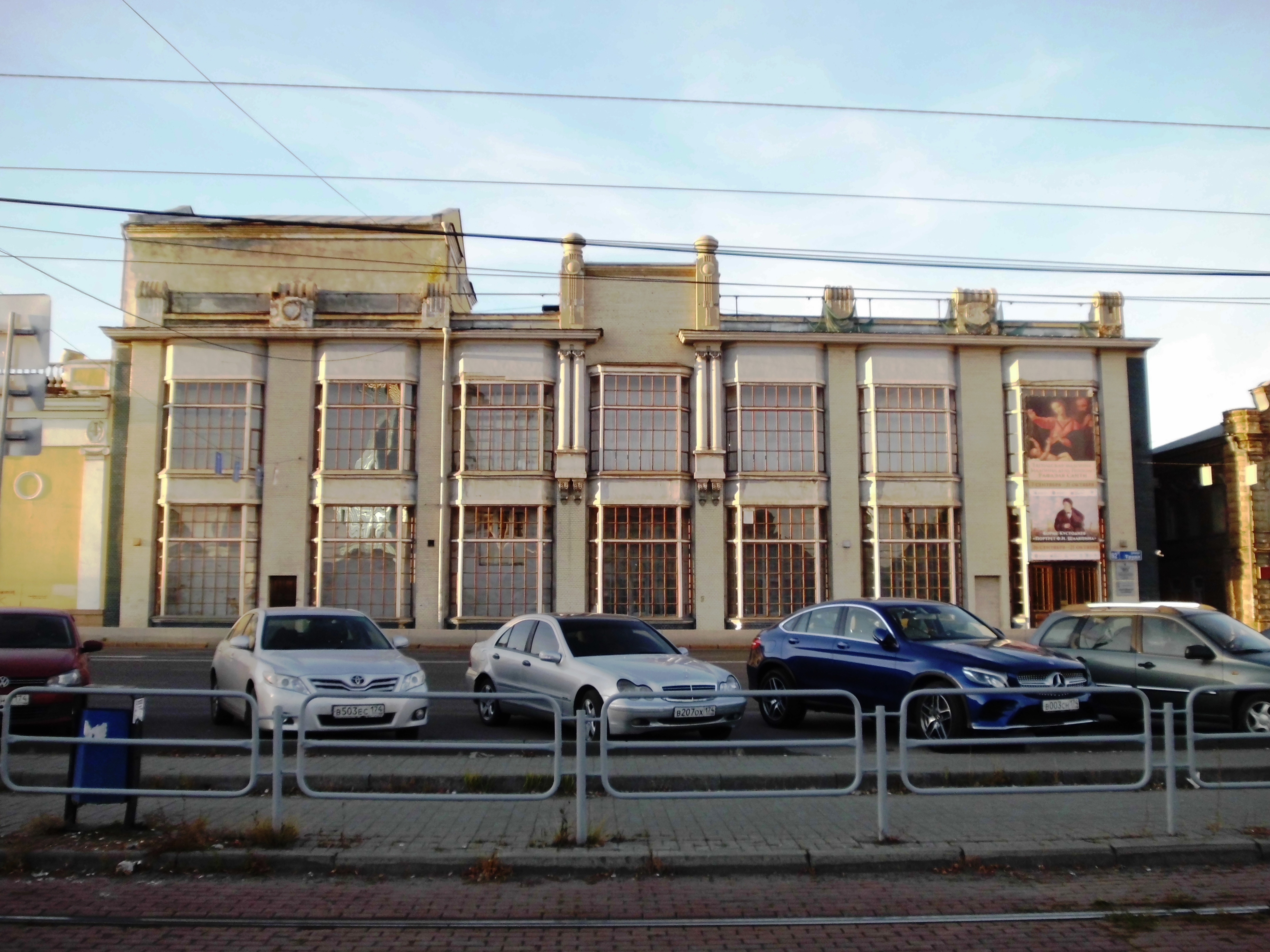
Пассаж братьев Яушевых, Челябинск

- Гостиница Башкирова (Троицк)[1]

- Пассаж Яушевых (Троицк)

- Здание пассажа Яушевых в Челябинске (нынешняя картинная галерея, музей изобразительных искусств)

- дом Данцигера (ул. Пушкина, 1)

- Здания Красных казарм (бывшее автомобильное училище).

- Магазин Валеева

- Дом купца Архипова (предположительно)[2]